# Carrie Mathison
Carrie Anne Mathison, interpretada por Claire Danes, é a personagem principal da série de thriller Norte-Americana "Homeland" (Segurança Nacional), criada, em 2011, por Alex Gansa e Howard Gordon. Carrie Mathison é uma agente da Central Intelligence Agency (CIA) ou Agência Central de Inteligência que se destaca pela sua mente brilhante e capacidade de resolver casos que envolvem alguns dos criminosos mais perigosos do mundo. Embora se destaque pela sua extraordinária capacidade de raciocínio Carrie sofre de transtorno bipolar, um transtorno mental que prejudica a sua carreira profissonal e a sua vida pessoal inúmeras vezes ao longo da série.